# Jean-Claude Renard
Pour les articles homonymes, voir Renard (homonymie).
Jean-Claude Renard, né le 22 avril 1922 à Toulon et mort le 19 novembre 2002 à Paris, est un poète et écrivain français.

## Biographie
Son œuvre, empreinte de mystères et de spiritualité, lui a valu le prix Archon-Despérouses en 1948, le prix Pierre-de-Régnier en 1971, le grand prix de poésie de l'Académie française en 1988 et, en 1991, à la fois le prix Goncourt de la poésie et le Grand prix de poésie de la SGDL (Société des gens de lettres). Il fut l’un des collaborateurs des Éditions du Seuil et des Éditions Casterman. Il est également l’auteur de plusieurs essais. Il est entré dans le monde de la poésie en publiant Juan en 1945, un premier livre qui marque son œuvre entière.

## Œuvres
Liste des ouvrages de Jean-Claude Renard selon la date de première publication.

### Poésie
- 1945 : Juan
- 1947 : Cantiques pour des pays perdus
- 1950 : Haute-Mer
- 1951 : Métamorphose du Monde
- 1952 : Fable
- 1955 : Père, voici que l’homme
- 1959 : En une seule vigne
- 1961 : Incantation des Eaux
- 1962 : Incantation du Temps
- 1966 : La Terre du Sacre
- 1969 : La Braise et la Rivière
- 1973 : Le Dieu de Nuit
- 1977 : Connaissance des Noces (poèmes de jeunesse)
- 1978 : Dits d’un Livre des Sorts
- 1978 : La Lumière du silence
- 1980 : Les Mots magiques
- 1981 : Comptines et Formulettes
- 1983 : 12 Dits
- 1983 : Par vide nuit avide
- 1984 : Toutes les îles sont secrètes
- 1986 : Fiches
- 1989 : Passage d’un ange, en collaboration avec Pierre Caizergues
- 1990 : Dits de la faim et de la soif
- 1990 : Sous de grands vents obscurs
- 1993 : Ce puits que rien n’épuise
- 1994 : Dix Runes d’été
- 1994 : Voyages
- 1995 : Dits de Grande Chartreuse
- 1998 : Qui ou Quoi ?, suivi de Quatre Dits de Légendes
- 2000 : À l’orée du Mystère
- 2001 : Le Temps de la Transmutation

### Essais
- 1958 : Découverte d'un livre et d'un poète : "Le jugement dernier" d'Henry de Waroquier, paru dans La Table Ronde, no 124, avril 1958.
- 1970 : Notes sur la poésie
- 1973 : Notes sur la foi
- 1980 : Le Lieu du Voyageur : notes sur le Mystère
- 1981 : Une autre parole
- 1987 : Quand le poème devient prière, en collaboration avec Marc Tardieu
- 1987 : « L’Expérience intérieure » de Georges Bataille ou la Négation du Mystère
- 1987 : Quand le poème devient prière
- 1995 : Autres notes sur la poésie, la foi et la science